# Rambo III
Rambo III este un film american de acțiune din 1988 regizat de Peter MacDonald. Rolurile principale au fost interpretate de actorii Sylvester Stallone, Richard Crenna și Kurtwood Smith. Este al treilea film din seria Rambo după First Blood - Rambo I și Rambo II . A fost urmat de Rambo IV în 2008

## Rezumat
Filmul prezintă evenimente fictive care au loc în timpul Războiului Sovietic din Afganistan (1979-1989)

## Distribuție
- Sylvester Stallone - John J. Rambo
- Richard Crenna - Colonel Sam Trautman
- Kurtwood Smith - Robert Griggs
- Marc de Jonge - Colonel Zaysen
- Sasson Gabai - Mousa Ghani
- Doudi Shoua - Hamid
- Spiros Focas - Masoud
- Randy Raney - Sergeant Kourov
- Marcus Gilbert - Tomask
- Alon Abutbul - Nissem
- Mahmoud Assadollahi - Rahim
- Yosef Shiloah - Khalid

## Producție
Filmările au avut loc în Israel, Thailanda și Arizona. Cheltuielile de producție s-au ridicat la 58–63 milioane $.

## Coloană sonoră
1. It Is Our Destiny – Bill Medley (4:30)
2. Preparations (4:58)
3. Afghanistan (2:35)
4. The Game (2:23)
5. Another Time (3:54)
6. He Ain't Heavy, He's My Brother – Bill Medley (4:30)
7. Aftermath (2:42)
8. Questions (3:34)
9. The Bridge - Giorgio Moroder featuring Joe Pizullo (3:59)
10. Final Battle (4:47)

O versiune  completă de 75 de minute a fost lansată ulterior de Intrada.
1. Another Time (3:58)
2. Preparations (06:21)
3. The Money (0:52)
4. I'm Used To It (1:00)
5. Peshawar (1:12)
6. Afghanistan (2:38)
7. Questions (3:37)
8. Then I'll Die (3:34)
9. The Game (2:25)
10. Flaming Village (4:07)
11. The Aftermath (2:44)
12. Night Entry (3:58)
13. Under And Over (2:55)
14. Night Fight (6:50)
15. First Aid (2:46)
16. The Long Climb (3:25)
17. Going Down (1:52)
18. The Cave (3:31)
19. The Boot (1:53)
20. You Did It, John (1:08)
21. The Showdown (1:26)
22. Final Battle (4:50)
23. I'll Stay (9:00)